# Ducat de Demòtica
El ducat de Demòtica va ser un estat efímer creat pels croats en territori romà d'Orient, a Tràcia, l'any 1204 durant la Quarta Croada. La capital era Demòtica, al sud d'Adrianòpolis.
Després de la conquesta de Constantinoble, van començar les disputes entre els dirigents dels croats per repartir-se el botí. La ciutat de Demòtica va ser concedida en un primer moment a Balduí I de Constantinoble, primer titular de l'Imperi Llatí. Bonifaci I de Montferrat va ocupar la ciutat quan Balduí li va arrabassar alguns dels seus territoris, fins que es va restablir la pau quan Balduí li va tornar Tessalònica, on va establir el Regne de Tessalònica, i Demòtica va ser incorporada altre cop a l'Imperi Llatí.
L'octubre de 1204, quan es va signar el tractat conegut amb el nom de Partitio terrarum imperii Romaniae que repartia l'Imperi Romà d'Orient entre els occidentals, el territori es va atorgar a Hug, comte de Saint-Pol, un heroi de la Tercera Croada que el maig del 1205 va morir a Constantinoble.
Va ser concedit a Lluís de Blois que mai el va poder ocupar. El 1205 l'Imperi Búlgar amenaçava les possessions de l'Imperi Llatí, i els grecs ortodoxos, que no estaven contents amb els clergues catòlics romans, es van revoltar a Demòtica, a Adrianòpolis i a altres ciutats i es van sotmetre a Kaloian de Bulgària. Lluís de Blois i l'emperador llatí Balduí I van intentar establir la sobirania llatina a la regió però van ser derrotats en la batalla d'Adrianòpolis el 14 d'abril de l'any 1205, en la qual Lluís va morir i Balduí va caure presoner.
Aviat, però, Kaloian I Assèn va començar a massacrar els habitants grecs de les ciutats de Serres i Filipòpolis, i els grecs van decidir refugiar-se sota la protecció del nou regent de l'Imperi llatí, Enric I de Flandes. A principis de l'any 1206, els habitants de Demòtica i Adrianòpolis es van sotmetre al noble grec Teodor Branàs, que estava al servei de l'emperador llatí. Els búlgars van posar setge a Demòtica i a Adrianòpolis, però van fracassar perquè els ciutadans van resistir dirigits per Branàs. Va arribar també un exèrcit de socors enviat per Enric I de Flandes, però a principis de la tardor Kaloian va aconseguir saquejar Demòtica. Enric I, ara emperador llatí, va aconseguir recuperar els personers que estaven tancats a Bulgària, però abans de retirar-se de Demòtica, Kaloian va ordenar que les fortificacions de la ciutat fossin arrasades, inutilitzant-la com a base militar.